# Ngòi Triệu
Ngòi Triệu là một con sông đổ ra Sông Thương. Sông có chiều dài 16 km. Ngòi Triệu chảy qua các tỉnh Hải Dương, Bắc Giang.